# Eucalyptus morrisii
Eucalyptus morrisii är en myrtenväxtart som beskrevs av Ralph Baker. Eucalyptus morrisii ingår i släktet Eucalyptus och familjen myrtenväxter. Inga underarter finns listade i Catalogue of Life.